# Rivalidad Hill-Schumacher

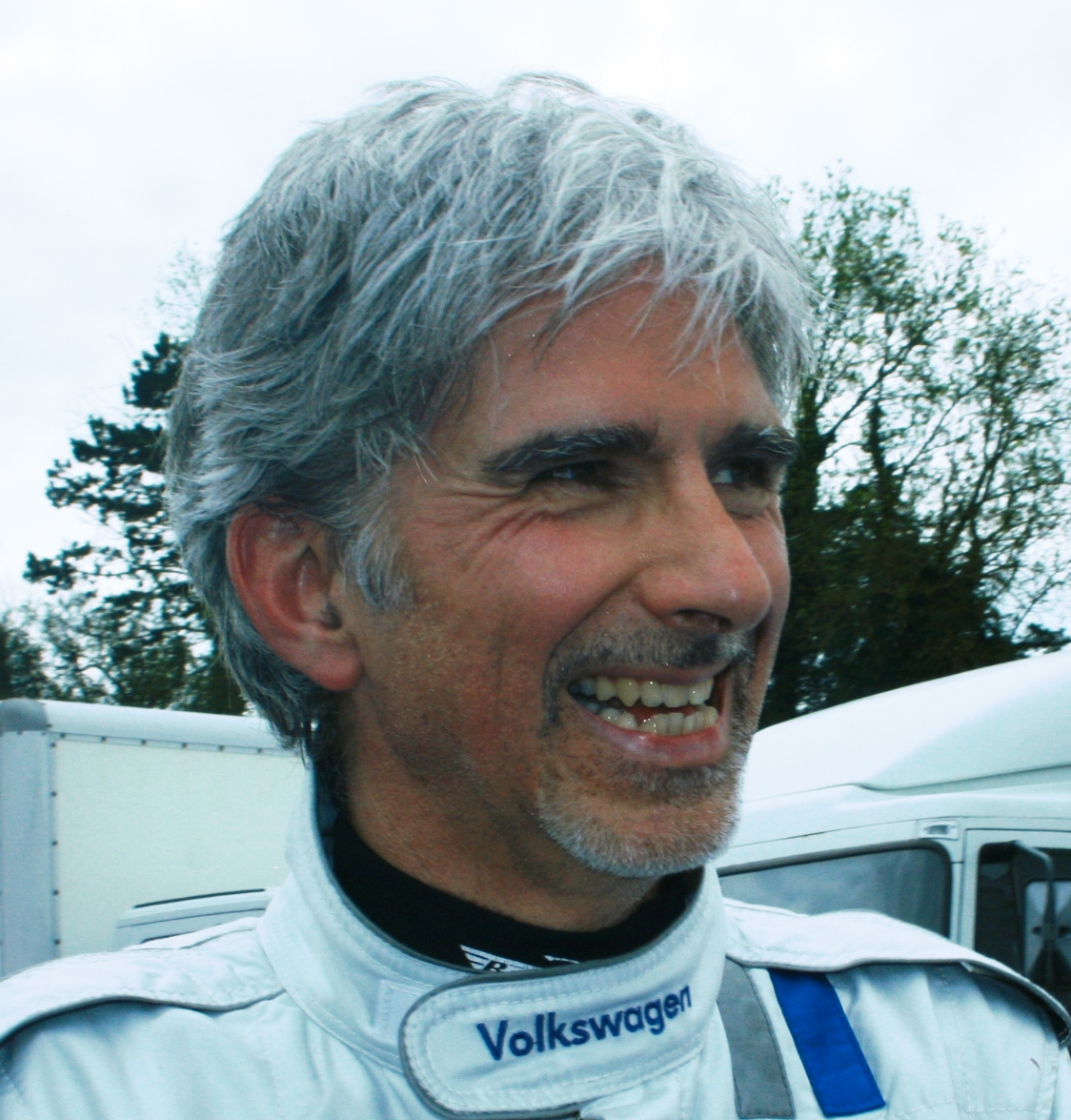
Damon Hill en 2012.

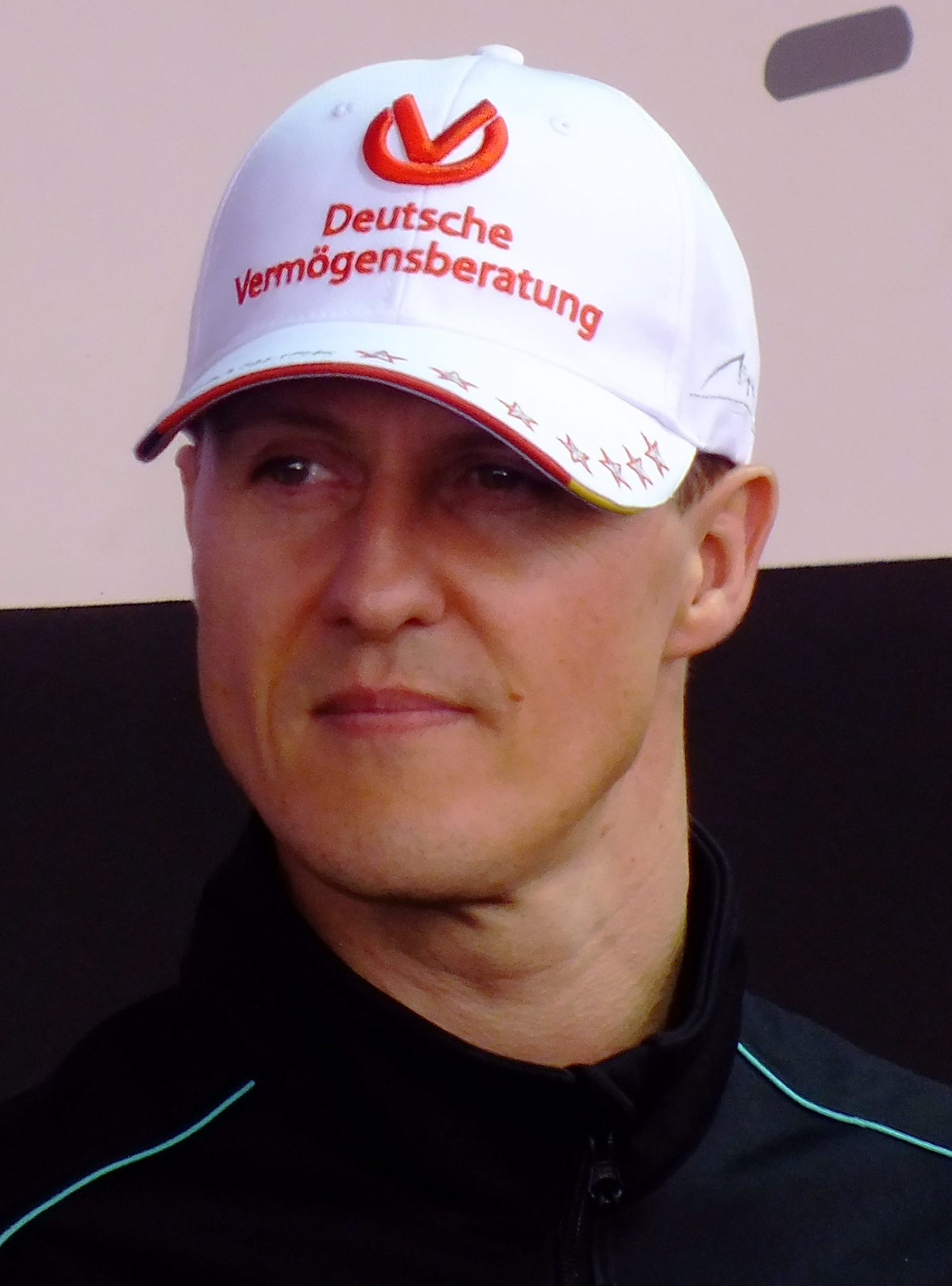
Michael Schumacher en el Gran Premio de China de 2012.

La rivalidad Hill-Schumacher fue una rivalidad deportiva que se desarrolló entre 1994 y 1996 entre dos pilotos de Fórmula 1: el británico Damon Hill y el alemán Michael Schumacher.

## Historia
Los dos pilotos compitieron ferozmente en la temporada 1994. Hill fue un pilar para Williams después de que Ayrton Senna muriera en Imola. En el Gran Premio de Gran Bretaña, Schumacher fue descalificado y prohibido para dos carreras más por adelantar a Hill durante la vuelta de formación e ignorar la bandera negra posterior. Cuatro victorias más para Hill, tres de las cuales fueron en carreras en las que Schumacher fue excluido o descalificado, llevaron la batalla por el título al evento final en Adelaida. En la primera carrera de Schumacher desde su prohibición, el Gran Premio de Europa, sugirió que Hill (que era ocho años mayor que él) no era un piloto de clase mundial. Sin embargo, durante la penúltima carrera en el Gran Premio de Japón, Hill obtuvo la victoria por delante de Schumacher en un evento empapado por la lluvia. Esto puso a Hill a solo un punto del alemán antes de la última carrera de la temporada.
Ni Hill ni Schumacher terminaron el Gran Premio de Australia, última carrera de la temporada, después de una controvertida colisión que le dio el título a Schumacher. El alemán se salió de la pista golpeando la pared con el lado derecho de su Benetton mientras lideraba. Al llegar a la sexta curva, Hill se movió para pasar al Benetton y los dos chocaron, rompiendo la horquilla de la suspensión delantera izquierda del Williams y obligando a ambos pilotos a retirarse de la carrera. El comentarista de Fórmula 1 de la BBC, Murray Walker, había sostenido a menudo que Schumacher no causó el accidente intencionalmente, pero el copropietario de Williams, Patrick Head, pensaba de manera diferente. En 2006 dijo que en el momento del incidente «Williams estaba 100% seguro de que Michael era culpable de juego sucio», pero no protestó por el título de Schumacher porque el equipo todavía estaba lidiando con la muerte de Ayrton Senna.
En 1995, la rivalidad entre Hill y Schumacher aumentó con siete incidentes que ocurrieron en esa temporada, dos de los cuales llevaron a la suspensión de una carrera para ambos. La sanción de Schumacher fue por bloquear y sacar a Hill de la pista en el Gran Premio de Bélgica; la de Hill fue por chocar con Schumacher al frenar en el Gran Premio de Italia.
La rivalidad entre Hill y Schumacher comenzó a decaer en 1996. En esa temporada Hill ganó el título mundial tras derrotar a su compañero de equipo Jacques Villeneuve. Mientras tanto, Schumacher, que pasó a Ferrari, solo pudo ganar tres carreras y no pudo competir como un verdadero aspirante al título.
Hill se pasó a Arrows para la temporada 1997, y luego fichó por Jordan para 1998. En esos dos equipos no pudo hacer mucho y luego optó por retirarse al final de la temporada 1999. Mientras tanto, Schumacher en 1997 compitió fuertemente contra Villeneuve y en 1998-1999 contra Mika Häkkinen de McLaren.

## Relación después del retiro
En 2007, Hill acusó explícitamente a Schumacher de causar intencionalmente un incidente en el Gran Premio de Australia de 1994.
En diciembre de 2017, coincidiendo con cuatro años después del accidente de esquí de Schumacher, Hill recordó su rivalidad con Schumacher y optó por perdonar las acciones de Schumacher que lo habían perjudicado. Hill consideró poco ético seguir viendo a Schumacher como un «enemigo» con el alemán en coma.

## Estadísticas
| Piloto             | Años                | Títulos | Victorias | Poles | VR |
| ------------------ | ------------------- | ------- | --------- | ----- | -- |
| Damon Hill         | 1992-1999           | 1       | 22        | 20    | 19 |
| Michael Schumacher | 1991-2006 2010-2012 | 7       | 91        | 68    | 77 |

### Por temporada
| Piloto             | Posición en el campeonato | Posición en el campeonato | Posición en el campeonato | Posición en el campeonato | Posición en el campeonato | Posición en el campeonato | Posición en el campeonato | Posición en el campeonato | Victorias | Podios | Títulos |
| Piloto             | 1992                      | 1993                      | 1994                      | 1995                      | 1996                      | 1997                      | 1998                      | 1999                      | Victorias | Podios | Títulos |
| ------------------ | ------------------------- | ------------------------- | ------------------------- | ------------------------- | ------------------------- | ------------------------- | ------------------------- | ------------------------- | --------- | ------ | ------- |
| Damon Hill         | NC Brabham                | 3.º Williams              | 2.º Williams              | 2.º Williams              | 1.º Williams              | 12.º Arrows               | 6.º Jordan                | 12.º Jordan               | 22        | 42     | 1       |
| Michael Schumacher | 3.º Benetton              | 4.º Benetton              | 1.º Benetton              | 1.º Benetton              | 3.º Ferrari               | DSQ Ferrari               | 2.º Ferrari               | 5.º Ferrari               | 35        | 71     | 2       |